# Proclitus extensor
Proclitus extensor är en stekelart som beskrevs av Dasch 1992. Proclitus extensor ingår i släktet Proclitus och familjen brokparasitsteklar. Inga underarter finns listade i Catalogue of Life.